# Liste der Biografien/Verp
Liste der Biografien |
Portal Biografien |
Personensuche
# |
A |
B |
C |
D |
E |
F |
G |
H |
I |
J |
K |
L |
M |
N |
O |
P |
Q |
R |
S |
T |
U |
V |
W |
X |
Y |
Z |
?
 
Va |
Ve |
Vh |
Vi |
Vj |
Vl |
Vn |
Vo |
Vr |
Vs |
Vt |
Vu |
Vy
 
Vea |
Veb |
Vec |
Ved |
Vee |
Veg |
Veh |
Vei |
Vej |
Vek |
Vel |
Vem |
Ven |
Veo |
Veq |
Ver |
Ves |
Vet |
Veu |
Vev |
Vex |
Vey |
Vez
 
Vera |
Verb |
Verc |
Verd |
Vere |
Verf |
Verg |
Verh |
Veri |
Verj |
Verk |
Verl |
Verm |
Vern |
Vero |
Verp |
Verq |
Verr |
Vers |
Vert |
Veru |
Verv |
Verw |
Very |
Verz
Die Liste der Biografien führt alle Personen auf, die in der deutschsprachigen Wikipedia einen Artikel haben. Dieses ist eine Teilliste mit 14 Einträgen von Personen, deren Namen mit den Buchstaben „Verp“ beginnt.

## Verp

### Verpa
- Verpakovskis, Māris (* 1979), lettischer Fußballspieler
- Verpault, Eugène (1885–1980), französischer Autorennfahrer

### Verpl
- Verplaetse, Roger (1931–2023), belgischer Radrennfahrer
- Verplanck, Daniel C. (1762–1834), US-amerikanischer Politiker
- Verplanck, Gulian C. (1786–1870), US-amerikanischer Politiker
- VerPlanck, Marlene (1933–2018), US-amerikanische Jazzsängerin
- Verplancke, Patrick (* 1962), belgischer Radrennfahrer
- Verplank, Scott (* 1964), US-amerikanischer Berufsgolfer
- Verploegen, Angelo (* 1961), niederländischer Jazztrompeter

### Verpo
- Verpoorten, Albrecht Meno (1672–1752), deutscher Gymnasiallehrer und lutherischer Theologe
- Verpoorten, Andrea (* 1973), deutsche Juristin und Politikerin (CDU), MdL
- Verpoorten, Johann Christian Wilhelm (1721–1792), deutscher Mediziner, Leibarzt und Hofrat
- Verpoorten, Wilhelm (1631–1686), deutscher evangelisch-lutherischer Geistlicher und Generalsuperintendent in Coburg
- Verpoorten, Wilhelm Paul (1721–1794), deutscher Pädagoge und lutherischer Theologe